# Мудрецова, Инна Семёновна
Инна Семёновна Мудрецова (1918—2000) — советская женщина-снайпер Великой Отечественной войны. Старший лейтенант.

## Биография
Родилась в апреле 1918 года в деревне Игумново Костромской губернии, ныне Судиславского района Костромской области. Отец был сельским кузнецом, мать вела хозяйство, в семье было 5 детей.
Окончив семь классов школы, Инна приехала в Москву, где устроилась на военный завод. Некоторое время проработав оператором, она поступила в фармацевтический техникум, а затем в Московский химико-технологический институт на вечернее отделение. В вузе она увлеклась стрелковым спортом. Занималась в стрелковом кружке Осоавиахима. Вышла замуж за командира РККА, преподававшего в то время в Военной академии РККА имени М. В. Фрунзе. Незадолго до войны в семье родилась дочь. В июне 1941 года муж уехал с группой слушателей академии в Западный особый военный округ и там, в Белоруссии, в первые дни войны пропал без вести.
После начала войны пошла работать на оборонный завод. Зачислена добровольцем в Красную Армию в ноябре 1942 года, отправив дочь к родителям в деревню. Направлена инструктором в Центральную женскую школу снайперской подготовки в Вешняках (ныне район Москвы). Подготовив свой первый выпуск женщин-снайперов, Мудрецова подала рапорт с просьбой отправить на фронт. С июля 1943 года сражалась в рядах действующей армии на Западном и Белорусском фронтах. С февраля 1944 по 1945 годы воевала  в 702-м стрелковом полку 213-й стрелковой дивизии, которая входила в состав 37-й, 53-й, 5-й гвардейской, 52-й армий 2-го Украинского фронта. В январе 1944 года была ранена, а в феврале 1944 года — контужена. 
Дошла до Чехословакии. В конце 1944 года дивизию вместе с армией передали на 1-й Украинский фронт, где она участвовала в Висло-Одерской, Нижне-Силезской и Берлинской наступательных операциях. В бою 18 апреля 1945 года командир взвода снайперов лейтенант И. С. Мудрецова в бою за населённый пункт Кодерсдорф (в 10 км от города Гёрлиц, Саксония) умело подготовила и провела атаку взвода, в результате взвод ворвался в населённый пункт и закрепился в нескольких крайних домах. Пытаясь выбить из них бойцов, немцы предприняли сильную контратаку пехоты с бронетранспортёрами, отрезав взвод от остального батальона. При отражении атаки Инна Мудрецова выстрелом из противотанкового ружья подожгла бронетранспортёр, а в ближнем бою огнём из автомата уничтожила 8 солдат. Она была тяжело ранена разрывом снаряда, но продолжила бой и выстрелами из пистолета застрелила ещё несколько солдат. Получив команду на отход, организовала прорыв к своим.
Всего, по данным разных источников, на её личном счету — 143 уничтоженных солдат и офицеров противника; однако в ее наградном листе указано гораздо меньшее число.
После неудачной и запоздалой операции в медсанбате состояние здоровья Мудрецовой резко ухудшилось. Её доставили в Главный военный клинический госпиталь, но без ампутации обойтись было уже нельзя. Ей ампутировали руку, лопатку (до конца жизни она носила корсет), а также она ослепла на один глаз и почти полностью оглохла на одно ухо. Долго лечилась в Москве, получив инвалидность 1-й группы.
Несмотря на инвалидность, продолжала трудиться, занималась общественной деятельностью, стала лектором Всесоюзного общества «Знание», объездив по его заданиям почти весь Советский Союз. Активно вела и ветеранскую работу, создав Совет ветеранов бывшей Центральной женской школы снайперской подготовки и многие десятилетия организуя встречи бывших снайперов.
Умерла в 2000 году.
Снайперская книжка Инны Семёновны Мудрецовой, а также её воинское обмундирование хранятся в экспозиции Центрального музея Великой Отечественной войны на Поклонной горе.

## Награды
- Орден Красного Знамени
- Три ордена Отечественной войны 1-й степени (12.05.1945, … 11.03.1985)
- Орден «Знак Почёта»
- Медаль «За оборону Москвы» (1944)
- Медали СССР и России[1]